# Fajsal ad-Dachil
Fajsal ad-Dachil, Faisal Al-Dakhil (arab. ‏فيصل الدخيل‎; ur. 13 sierpnia 1957 w Kuwejcie) – piłkarz z Kuwejtu, reprezentant kraju, grający na pozycji napastnika. 

## Kariera klubowa
Fajsal przez całą swoją karierę w latach 1973–1989 występował w zespole Al Qadsia. Czterokrotnie sięgnął po Mistrzostwo Kuwejtu w sezonach 1972/73, 1974/75, 1975/76 oraz 1977/78. Także cztery zdobył z drużyną Puchar Emira Kuwejtu w sezonach 1973/74, 1974/75, 1978/79 oraz 1988/89. 
Fajsal to także czterokrotny król strzelców Kuwaiti Premier League z sezonów 1976/77 (12 bramek), 1980/81 (19 bramek), 1984/85 (22 bramki), 1987/88 (11 bramek).
| Sezon   | Klub       | Kraj   | Rozgrywki              | Mecze | Bramki |
| ------- | ---------- | ------ | ---------------------- | ----- | ------ |
| 1973/74 | Al-Qadsiya | Kuwejt | Kuwaiti Premier League |       | 2      |
| 1974/75 | Al-Qadsiya | Kuwejt | Kuwaiti Premier League |       | 7      |
| 1975/76 | Al-Qadsiya | Kuwejt | Kuwaiti Premier League |       | 15     |
| 1976/77 | Al-Qadsiya | Kuwejt | Kuwaiti Premier League |       | 11     |
| 1977/78 | Al-Qadsiya | Kuwejt | Kuwaiti Premier League |       | 4      |
| 1978/79 | Al-Qadsiya | Kuwejt | Kuwaiti Premier League |       | 7      |
| 1979/80 | Al-Qadsiya | Kuwejt | Kuwaiti Premier League |       | 18     |
| 1980/81 | Al-Qadsiya | Kuwejt | Kuwaiti Premier League |       | 21     |
| 1981/82 | Al-Qadsiya | Kuwejt | Kuwaiti Premier League |       | 0      |
| 1982/83 | Al-Qadsiya | Kuwejt | Kuwaiti Premier League |       | 0      |
| 1983/84 | Al-Qadsiya | Kuwejt | Kuwaiti Premier League |       | 7      |
| 1984/85 | Al-Qadsiya | Kuwejt | Kuwaiti Premier League |       | 22     |
| 1985/86 | Al-Qadsiya | Kuwejt | Kuwaiti Premier League |       | 7      |
| 1986/87 | Al-Qadsiya | Kuwejt | Kuwaiti Premier League |       | 3      |
| 1987/88 | Al-Qadsiya | Kuwejt | Kuwaiti Premier League |       | 11     |

## Kariera reprezentacyjna
Po raz pierwszy w reprezentacji wystąpił 2 września 1974 w wygranym 3:2 spotkaniu z Tajlandią. Dwa lata później wystąpił na Pucharze Azji, podczas którego reprezentacja Kuwejtu zajęła 2. miejsce. Fajsal zagrał w 4 spotkaniach z Malezją, Chinami, Irakiem oraz w przegranym finale z Iranem. 
Uczestnik Igrzysk Olimpijskich 1980. Podczas turnieju Fajsal zdobył trzy gole przeciwko Nigerii. Fajsal wystąpił także w spotkaniach grupowych z Kolumbią i Czechosłowacją. Kuwejtowi udało się awansować do ćwierćfinału, odpadając w meczu z ZSRR. 
Miesiąc później zagrał na organizowanym przez Kuwejt Pucharze Azji. Ad-Dachil zagrał w trzech spotkaniach z ZEA, Malezją, Koreą Południową. Następnie Fajsal strzelił dwie bramki w ćwierćfinale z Katarem. W półfinale zespół Kuwejtu zmierzył się z Iranem, gdzie strzelił jedną z bramek. W finale zmierzyli się ponownie z Koreą Południową. Kuwejt wygrał spotkanie, a Fajsal zdobył 2 gole, dzięki czemu Kuwejt sięgnął po mistrzostwo Azji. Fajsal zakończył turniej z 5 bramkami.
W 1982 został powołany przez trenera Carlosa Alberto Parreirę na Mistrzostwa Świata rozgrywane w Hiszpanii. Reprezentacja Kuwejtu w swoim pierwszym meczu zremisowała z reprezentacją Czechosłowacji 1:1. Pierwszą bramkę z rzutu karnego zdobył Antonín Panenka, w 57. minucie Fajsal ad-Dachil doprowadził do wyrównania. Drugi mecz z Francją i trzeci z Anglią zakończyły się porażkami Kuwejtu. Zdobywając jeden punkt i dwie bramki reprezentacja Kuwejtu odpadła w fazie grupowej. 
Ostatnim wielkim turnieju, na który Fajsal wystąpił, był Puchar Azji 1984. Kuwejt zajął trzecie miejsce, a Fajsal zagrał łącznie w 6 spotkaniach z Katarem, Koreą Południową, Syrią, Arabią Saudyjską, Chinami i Iranem.
Po raz ostatni w reprezentacji zagrał w 1987, dla której wystąpił w 76 spotkaniach i strzelił 40 bramek.
| Mecze i gole w reprezentacji | Mecze i gole w reprezentacji | Mecze i gole w reprezentacji | Mecze i gole w reprezentacji | Mecze i gole w reprezentacji | Mecze i gole w reprezentacji | Mecze i gole w reprezentacji |
| #                            | Data                         | Miasto                       | Przeciwnik                   | Gol                          | Wynik                        | Rozgrywki                    |
| ---------------------------- | ---------------------------- | ---------------------------- | ---------------------------- | ---------------------------- | ---------------------------- | ---------------------------- |
| 1.                           | 02.09.1974                   | Teheran                      | Tajlandia                    | Gol                          | 3:2                          | Igrzyska Azjatyckie 1974     |
| 2.                           | 06.09.1974                   | Teheran                      | Korea Południowa             |                              | 4:0                          | Igrzyska Azjatyckie 1974     |
| 3.                           | 09.09.1974                   | Teheran                      | Korea Północna               |                              | 0:2                          | Igrzyska Azjatyckie 1974     |
| 4.                           | 11.09.1974                   | Teheran                      | Birma                        |                              | 5:2                          | Igrzyska Azjatyckie 1974     |
| 5.                           | 27.03.1976                   | Doha                         | Katar                        | Gol · Gol                    | 4:0                          | Puchar Zatoki Perskiej       |
| 6.                           | 29.03.1976                   | Doha                         | Oman                         | Gol · Gol                    | 8:0                          | Puchar Zatoki Perskiej       |
| 7.                           | 01.04.1976                   | Doha                         | Zjednoczone Emiraty Arabskie |                              | 0:0                          | Puchar Zatoki Perskiej       |
| 8.                           | 06.04.1976                   | Doha                         | Bahrajn                      | Gol                          | 5:2                          | Puchar Zatoki Perskiej       |
| 9.                           | 08.04.1976                   | Doha                         | Irak                         | Gol                          | 2:2                          | Puchar Zatoki Perskiej       |
| 10.                          | 11.04.1976                   | Doha                         | Arabia Saudyjska             | Gol · Gol                    | 3:1                          | Puchar Zatoki Perskiej       |
| 11.                          | 15.04.1976                   | Doha                         | Irak                         |                              | 4:2                          | Puchar Zatoki Perskiej       |
| 12.                          | 03.06.1976                   | Teheran                      | Federacja Malajska           | Gol                          | 2:0                          | Puchar Azji 1976             |
| 13.                          | 07.06.1976                   | Tebriz                       | Chiny                        |                              | 1:0                          | Puchar Azji 1976             |
| 14.                          | 10.06.1976                   | Teheran                      | Irak                         |                              | 3:2                          | Puchar Azji 1976             |
| 15.                          | 13.06.1976                   | Teheran                      | Iran                         |                              | 0:1                          | Puchar Azji 1976             |
| 16.                          | 11.03.1977                   | Doha                         | Bahrajn                      |                              | 2:0                          | El. MŚ 1978                  |
| 17.                          | 02.10.1977                   | Hongkong                     | Hongkong                     | Gol                          | 3:1                          | El. MŚ 1978                  |
| 18.                          | 09.10.1977                   | Seul                         | Korea Południowa             |                              | 0:1                          | El. MŚ 1978                  |
| 19.                          | 16.10.1977                   | Sydney                       | Australia                    |                              | 2:1                          | El. MŚ 1978                  |
| 20.                          | 28.10.1977                   | Teheran                      | Iran                         |                              | 0:1                          | El. MŚ 1978                  |
| 21.                          | 05.11.1977                   | Kuwejt                       | Korea Południowa             | Gol                          | 2:2                          | El. MŚ 1978                  |
| 22.                          | 12.11.1977                   | Kuwejt                       | Hongkong                     | Gol · Gol                    | 4:0                          | El. MŚ 1978                  |
| 23.                          | 19.11.1977                   | Kuwejt                       | Australia                    | Gol                          | 1:0                          | El. MŚ 1978                  |
| 24.                          | 03.12.1977                   | Kuwejt                       | Iran                         | Gol                          | 1:2                          | El. MŚ 1978                  |
| 25.                          | 10.12.1978                   | Bangkok                      | Japonia                      | Gol                          | 2:0                          | Igrzyska Azjatyckie 1978     |
| 26.                          | 12.12.1978                   | Bangkok                      | Korea Południowa             |                              | 0:2                          | Igrzyska Azjatyckie 1978     |
| 27.                          | 14.12.1978                   | Bangkok                      | Bahrajn                      |                              | 3:0                          | Igrzyska Azjatyckie 1978     |
| 28.                          | 16.12.1978                   | Bangkok                      | Indie                        | Gol                          | 6:1                          | Igrzyska Azjatyckie 1978     |
| 29.                          | 18.12.1978                   | Bangkok                      | Irak                         |                              | 0:3                          | Igrzyska Azjatyckie 1978     |
| 30.                          | 20.12.1978                   | Bangkok                      | Korea Północna               |                              | 2:2                          | Igrzyska Azjatyckie 1978     |
| 31.                          | 24.03.1979                   | Bagdad                       | Katar                        |                              | 3:1                          | Puchar Zatoki Perskiej       |
| 32.                          | 29.03.1979                   | Bagdad                       | Irak                         |                              | 2:3                          | Puchar Zatoki Perskiej       |
| 33.                          | 31.03.1979                   | Bagdad                       | Zjednoczone Emiraty Arabskie | Gol                          | 7:0                          | Puchar Zatoki Perskiej       |
| 34.                          | 02.04.1979                   | Bagdad                       | Oman                         |                              | 2:0                          | Puchar Zatoki Perskiej       |
| 35.                          | 05.04.1979                   | Bagdad                       | Arabia Saudyjska             |                              | 0:0                          | Puchar Zatoki Perskiej       |
| 36.                          | 08.04.1979                   | Bagdad                       | Bahrajn                      |                              | 2:0                          | Puchar Zatoki Perskiej       |
| 37.                          | 21.07.1980                   | Moskwa                       | Nigeria                      | 3x                           | 3:1                          | IO 1980                      |
| 38.                          | 23.07.1980                   | Moskwa                       | Kolumbia                     |                              | 1:1                          | IO 1980                      |
| 39.                          | 25.07.1980                   | Leningrad                    | Czechosłowacja               |                              | 0:0                          | IO 1980                      |
| 40.                          | 27.07.1980                   | Moskwa                       | ZSRR                         |                              | 1:2                          | IO 1980                      |
| 41.                          | 15.09.1980                   | Kuwejt                       | Zjednoczone Emiraty Arabskie |                              | 1:1                          | Puchar Azji 1980             |
| 42.                          | 18.09.1980                   | Kuwejt                       | Federacja Malajska           |                              | 3:1                          | Puchar Azji 1980             |
| 43.                          | 21.09.1980                   | Kuwejt                       | Korea Południowa             |                              | 0:3                          | Puchar Azji 1980             |
| 44.                          | 25.09.1980                   | Kuwejt                       | Katar                        | Gol · Gol                    | 4:0                          | Puchar Azji 1980             |
| 45.                          | 28.09.1980                   | Kuwejt                       | Iran                         | Gol                          | 2:1                          | Puchar Azji 1980             |
| 46.                          | 30.09.1980                   | Kuwejt                       | Korea Południowa             | Gol · Gol                    | 3:0                          | Puchar Azji 1980             |
| 47.                          | 22.04.1981                   | Kuwejt                       | Tajlandia                    | Gol                          | 6:0                          | El. MŚ 1982                  |
| 48.                          | 10.10.1981                   | Auckland                     | Nowa Zelandia                | Gol                          | 2:1                          | El. MŚ 1982                  |
| 49.                          | 18.10.1981                   | Pekin                        | Chiny                        |                              | 0:3                          | El. MŚ 1982                  |
| 50.                          | 04.11.1981                   | Rijad                        | Arabia Saudyjska             |                              | 1:0                          | El. MŚ 1982                  |
| 51.                          | 30.11.1981                   | Kuwejt                       | Chiny                        |                              | 1:0                          | El. MŚ 1982                  |
| 52.                          | 07.12.1981                   | Kuwejt                       | Arabia Saudyjska             | Gol · Gol                    | 2:0                          | El. MŚ 1982                  |
| 53.                          | 14.12.1981                   | Kuwejt                       | Nowa Zelandia                |                              | 2:2                          | El. MŚ 1982                  |
| 54.                          | 17.06.1982                   | Valladolid                   | Czechosłowacja               | Gol                          | 1:1                          | MŚ 1982                      |
| 55.                          | 21.06.1982                   | Valladolid                   | Francja                      |                              | 1:4                          | MŚ 1982                      |
| 56.                          | 25.06.1982                   | Bilbao                       | Anglia                       |                              | 0:1                          | MŚ 1982                      |
| 57.                          | 03.12.1984                   | Singapur                     | Katar                        |                              | 1:0                          | Puchar Azji 1984             |
| 58.                          | 05.12.1984                   | Singapur                     | Korea Południowa             |                              | 0:0                          | Puchar Azji 1984             |
| 59.                          | 09.12.1984                   | Singapur                     | Syria                        | Gol                          | 3:1                          | Puchar Azji 1984             |
| 60.                          | 11.12.1984                   | Singapur                     | Arabia Saudyjska             |                              | 0:1                          | Puchar Azji 1984             |
| 61.                          | 13.12.1984                   | Singapur                     | Chiny                        |                              | 0:1                          | Puchar Azji 1984             |
| 62.                          | 16.12.1984                   | Singapur                     | Iran                         |                              | 1:1                          | Puchar Azji 1984             |
| 63.                          | 22.03.1985                   | Damaszek                     | Syria                        |                              | 0:1                          | El. MŚ 1986                  |
| 64.                          | 05.04.1985                   | Kuwejt                       | Jemen                        | Gol                          | 5:0                          | El. MŚ 1986                  |
| 65.                          | 26.04.1985                   | Sana                         | Jemen                        |                              | 3:1                          | El. MŚ 1986                  |
| 66.                          | 15.03.1986                   | Manama                       | Arabia Saudyjska             | Gol                          | 3:1                          | Puchar Zatoki Perskiej       |
| 67.                          | 19.03.1986                   | Manama                       | Oman                         | Gol                          | 2:0                          | Puchar Zatoki Perskiej       |
| 68.                          | 22.03.1986                   | Manama                       | Zjednoczone Emiraty Arabskie |                              | 1:0                          | Puchar Zatoki Perskiej       |
| 69.                          | 26.04.1986                   | Manama                       | Katar                        | Gol · Gol                    | 2:1                          | Puchar Zatoki Perskiej       |
| 70.                          | 29.04.1986                   | Manama                       | Irak                         |                              | 2:1                          | Puchar Zatoki Perskiej       |
| 71.                          | 29.04.1986                   | Manama                       | Bahrajn                      | Gol                          | 1:1                          | Puchar Zatoki Perskiej       |
| 72.                          | 27.02.1987                   | Doha                         | Iran                         |                              | 1:2                          | El. IO 1988                  |
| 73.                          | 07.03.1987                   | Doha                         | Iran                         | Gol                          | 1:0                          | El. IO 1988                  |
| 74.                          | 04.12.1987                   | Doha                         | Katar                        |                              | 0:0                          | El. IO 1988                  |
| 75.                          | 11.12.1987                   | Kuwejt                       | Arabia Saudyjska             |                              | 1:0                          | El. IO 1988                  |
| 76.                          | 18.12.1987                   | Kuwejt                       | Irak                         |                              | 2:1                          | El. IO 1988                  |

## Sukcesy
Kuwejt
- Puchar Azji (3): 1976 (2. miejsce), 1980 (1. miejsce), 1984 (3. miejsce)

Al-Qadsiya
- Mistrzostwo Kuwejtu (4): 1972/73, 1974/75, 1975/76, 1977/78
- Puchar Emira Kuwejtu (4): 1973/74, 1974/75, 1978/79, 1988/89
- Król strzelców Kuwaiti Premier League (4): 1976/77 (12 bramek), 1980/81 (19 bramek), 1984/85 (22 bramki), 1987/88 (11 bramek)